# John W. Henry

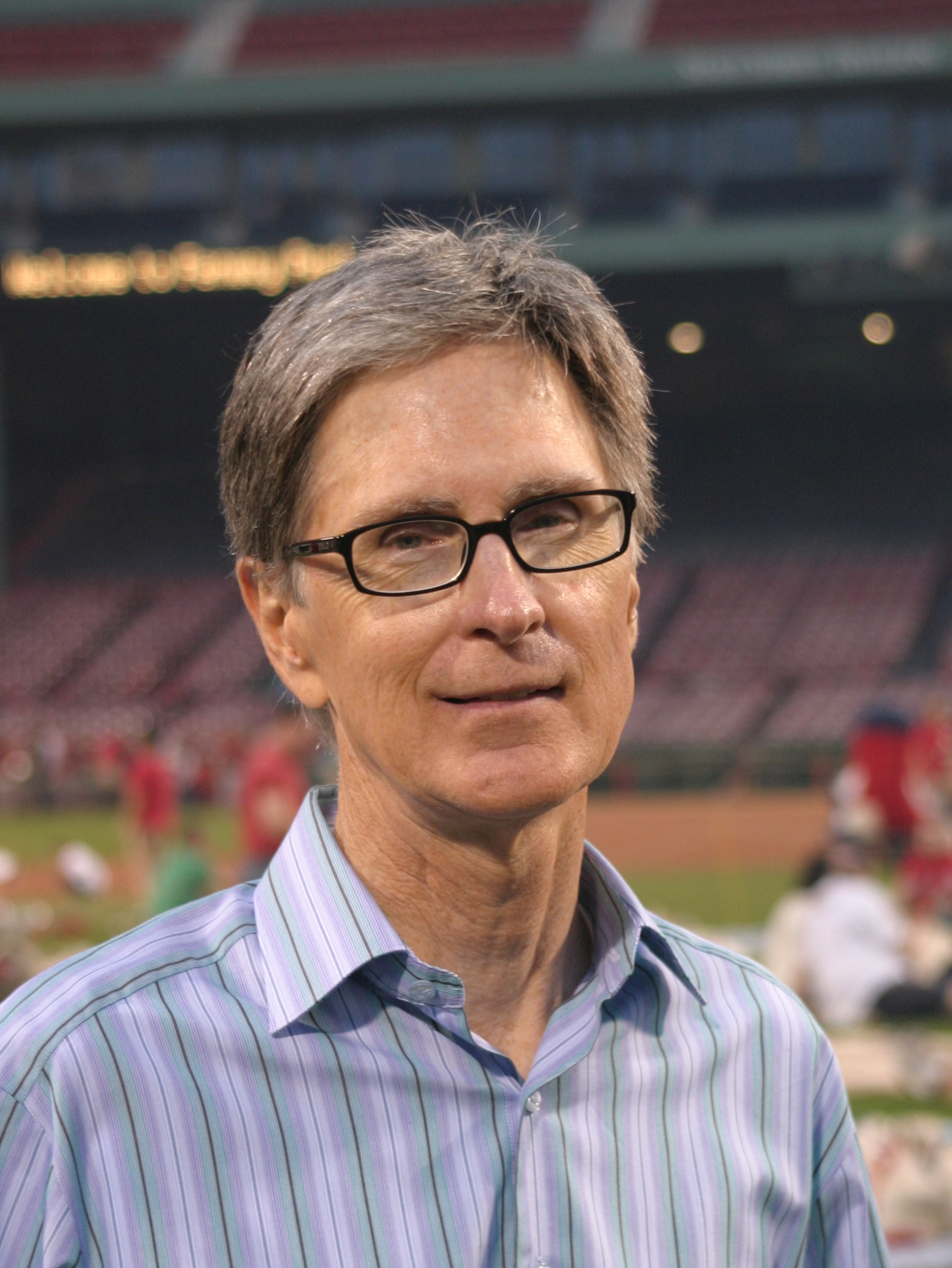
John W. Henry, 2008

John William Henry II (* 13. September 1949 in Quincy, Illinois) ist ein US-amerikanischer Geschäftsmann, Investor und Gründer der Investmentmanagement-Firma John W. Henry & Company.
Er ist der Haupteigentümer des FC Liverpool (Fußball), der Boston Red Sox (Baseball), des Boston Globe (Zeitung) und Miteigentümer von Roush Fenway Racing (Motorsport). Im Jahr 2022 schätzte Forbes sein Nettovermögen auf 3,6 Milliarden US-Dollar.

## Leben
John William Henry II wurde am 13. September 1949 in Quincy, Illinois, geboren. Seine Eltern waren Sojabohnen-Farmer und er wuchs in Illinois und Arkansas auf. Im Alter von 15 Jahren erkrankte er an Asthma, woraufhin seine Familie nach Apple Valley, Kalifornien, umzog. Nach seinem Abschluss an der Victor Valley High School in Victorville besuchte er das Victor Valley College und anschließend die University of California (in Riverside, Irvine und Los Angeles), wo er Philosophie als Hauptfach studierte, aber keinen Abschluss machte – was zum Teil darauf zurückzuführen war, dass er in zwei Bands, Elysian Fields und Hillary, unterwegs war.